# Угне Шмітайте
Угне Елена Урсуле Шмітайте (лит. Ugnė Elena Uršulė Šmitaitė; нар. 10 вересня 1994, Шилале, Литва) — литовська футболістка, захисниця «Гінтри» та національної збірної Литви.

## Клубна кар'єра
Професіональну кар’єру розпочала у Таураге, у команді МФК «Тауреге» (Таурагський спортивний центр).
Згодом грала за «Жальгіріс». Отримувала запрошення від «Гінтри».
2017 року виїхала до Косова.
Після повернення на батьківщину виступала за «Жальгіріс».

## Кар'єра в збірній
У футболці національної збірної Литви дебютувала 4 квітня 2015 року у матчі кваліфікації чемпіонату Європи проти Молдови.